# Пальм, Александр Иванович
Алекса́ндр Ива́нович Пальм  (1822—1885) — русский прозаик, поэт и драматург, петрашевец.

## Биография
Родился Александр Иванович Пальм 21 января (2 февраля) 1822 года в уездном городе Краснослободске Пензенской губернии, в семье лесничего. Его мать — Анисья Алексеевна Летносторонцева — была крепостной, её образ он оставил в своём романе «Алексей Слободин».
Воспитывался в Петербурге в Дворянском полку. Окончив курс в 1842 году, выпущен был в Лейб-гвардии Егерский полк, где к 1849 году дослужился до чина поручика.
Пальм начал посещать устраиваемые М. В. Петрашевским вечера по пятницам с осени 1847 года. В начале 1849 года некоторые посетители «пятниц» разошлись с Петрашевским в политических взглядах. Весной того же года Пальм стал одним из инициаторов создания литературно-музыкального кружка С. Ф. Дурова, с которым его связала крепкая дружба.
В 1849 году Пальм, как соучастник в деле Петрашевского, содержался 8 месяцев в крепости, несмотря на признание обвинительного акта, что «в его литературных трудах виднелась сильная любовь к России», a «в бумагах его ничего предосудительного не оказалось».
Арестованный вместе с Дуровым и другими в ночь с 22 на 23 апреля 1849 года, Пальм был приговорён сперва к «смертной казни расстрелянием»; но ввиду принесённого им «в необдуманных поступках своих раскаяния» он присуждён был к переводу «тем же чином» из гвардии в армию.
Служил на Кавказе и в Крыму, после севастопольской кампании вышел в отставку в чине майора, позже состоял управляющим контрольной палатой, был предан суду за растрату (см. Судебные речи В. Д. Спасовича, который защищал Пальма) и присуждён к ссылке на житьё, но через несколько лет получил обратно потерянные права.
На литературное поприще Пальм выступил в 1840-х годах небольшими рассказами и стихотворениями в духе «натуральной школы»; затем литературная деятельность его возобновляется в начале семидесятых годов.
В день похорон Ф. М. Достоевского Пальм выступил у могилы писателя.
Умер Пальм 10 (22) ноября 1885 года, похоронен в Санкт-Петербурге.

### Семья
- Жена — Ксения Григорьевна Пальм (урождённая Жаковская) (ум. 10.11.1892, Ялта) — известная в провинции драматическая актриса,  ведущая актриса Ростовского театра[4].
  - Сын — Сергей Александрович  (1849—1915), известный актёр и антрепренёр.
  - Дочь — Александра Александровна, в замужестве Тхоржевская (урожденная Пальм, 1855―1933)[5], муж И. Ф. Тхоржевский, в этом браке 10 детей, в том числе Иван и Сергей.
  - Сын — Григорий Александрович (1858—1915), под псевдонимом Арбенин известен как актёр и переводчик многих пьес. Был редактором издававшегося в Батуме «Черноморского Вестника»[6].
  - Дочь — Ксения Александровна, в замужестве Биязи (урожденная Пальм, 1859―1918), её первый муж актёр Николай Андреевич Биязи, их сын генерал-лейтенант Н. Н. Биязи, во втором браке за красноармейцем Г. В. Жуковским, умерла от тифа[5].

## Творчество

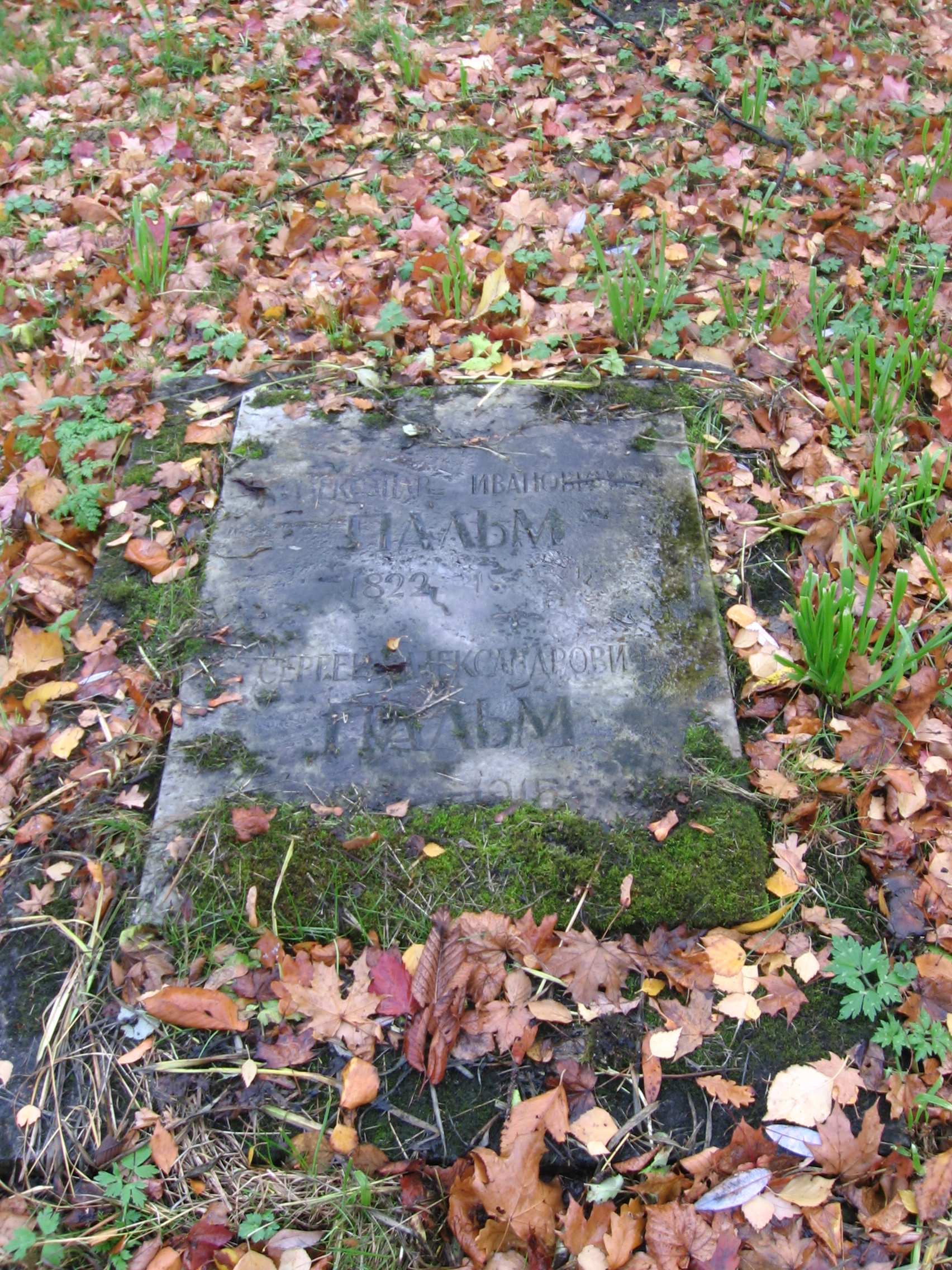
Надгробие А. И. и С. А. Пальма на

К лучшим произведениям Пальма принадлежит роман «Алексей Слободин», изображающий петербургские литературно-политические кружки и напечатанный («Вестник Европы», 1872, кн. 10-12; 1873, кн. 2-3, и отд.) под псевдонимом П. Альминский, как и его повесть — «Конец старого романа» (там же, 1874, кн. 10 и 11).
Роман «Алексей Слободин» интересен описаниями встреч петрашевцев и их характеристиками, в частности, С. Ф. Дурова, Ф. М. Достоевского, А. Н. Плещеева и Петрашевского.
Из комедий Пальма наибольшим успехом пользовались «Наш друг Неклюжев» («Слово», 1879, кн. 12 и отд. СПб., 1880) и в особенности «Старый барин» («Отечественные Записки», 1873, кн. 5 и отд. СПб., 1878); эти две комедии доставили Пальму большую известность, чему немало способствовала превосходная игра В. В. Самойлова в роли «Старого барина».
Менее известны комедии «Благодетель» («Современник», 1864, кн. 6), «Господа избиратели» («Вестник Европы», 1881, кн. 4), «И крылья есть, да лететь некуда» (СПб., 1876, литогр.), «Милочка» (М., 1883, литогр.), «Просветители» («Отечественные Записки», 1871, кн. 3), драма «Грешница» («Русское Богатство», 1885, кн. 1 и отд.), сцены «Гражданка» («Слово», 1878, кн. 3), повести «Фрося» («Северный Вестник», 1885, кн. 3) и «Пропащие годы» («Отечественные Записки», 1880, кн. 2 и 3), романы «Жан Бичовкин» (там же, 1849, кн. 4 и 5), «Больные люди» (СПб., 1881) и «Петербургская саранча» (СПб., 1884).
В своих произведениях Пальм преимущественно рисует дореформенную помещичью жизнь и выводит на сцену изнеженные барские типы.

## Память
На родине писателя, в городе Краснослободск (Мордовия), одна из улиц носит его имя (улица А. Пальма).